# Dag van de Bouw

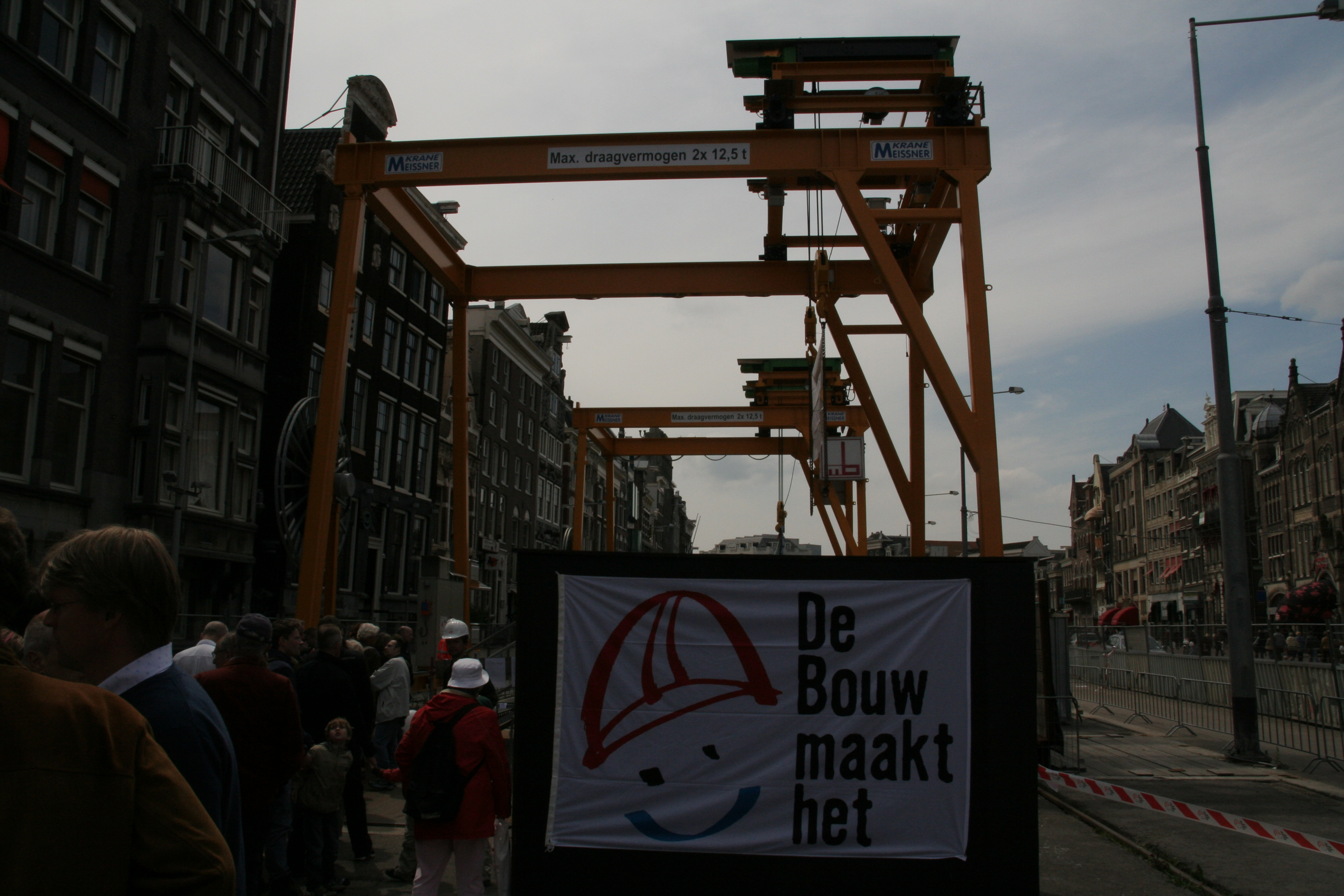
Dag van de Bouw in 2009

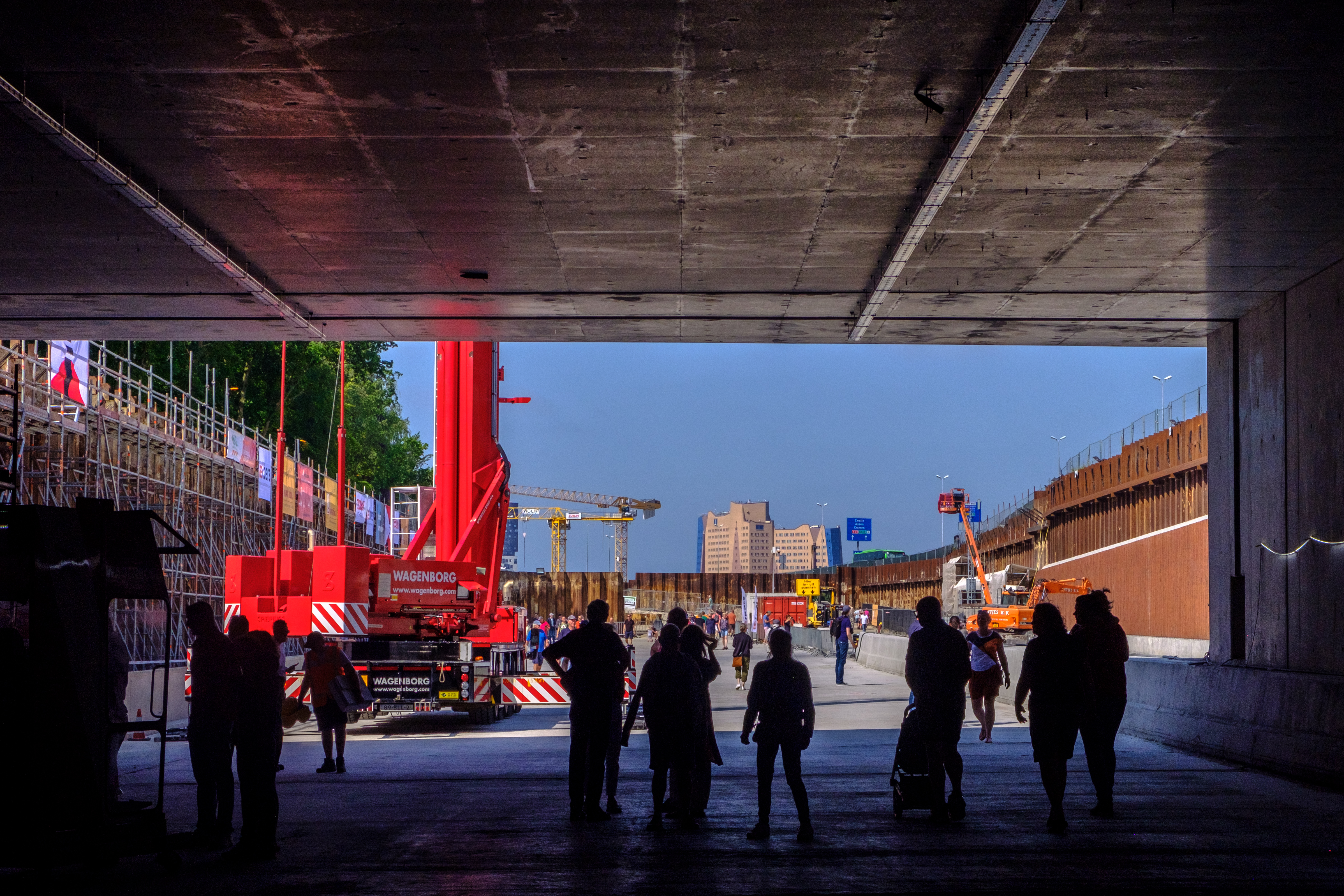
Rondlopende bezoekers in de bouwput van het project Aanpak Ring Zuid

De Dag van de Bouw is een open dag in Nederland waarop het publiek de mogelijkheid wordt geboden om bouwprojecten en -locaties te bezichtigen die normaal voor het publiek gesloten zijn. Men kan tijdens deze dag een kijkje achter de schermen te nemen bij een project in de buurt, zodat kennisgemaakt kan worden met de vele facetten die de bouw kent.
De dag is een initiatief van Bouwend Nederland, de vereniging van bouw- en infrabedrijven en de aangesloten bouwbedrijven. De eerste Dag van de Bouw vond in 2006 plaats. Sinds 2017 wordt de Dag van de Bouw georganiseerd in samenwerking met Aannemersfederatie Nederland, Techniek Nederland, VNconstructeurs en de Dag van de Architectuur (in grotere steden). 
In 2009 werd de Dag van de Bouw gehouden op 6 juni. De dag stond in het teken van Duurzaamheid. In nieuwbouw, renovatie of in de infrastructuur werkt de bouw energiebesparend. Belangrijk zijn onder meer luchtkwaliteit, materiaalgebruik en geluidsisolatie. Ruim 115.000 bezoekers namen dit jaar gebruik van de mogelijkheid om een van de mogelijke 240 bouwprojecten te bezichtigen. De Noord/Zuidlijn in Amsterdam werd bezocht door ruim 25.000 belangstellenden.
In 2011 werd de Dag van de Bouw gehouden op 28 mei. Er waren circa 100.000 bezoekers.
In 2020 en 2021 is de 15e editie van de Dag van de Bouw als gevolg van de maatregelen vanwege de coronapandemie geannuleerd.